# Lacanobia altyntaghi
Lacanobia altyntaghi là một loài bướm đêm thuộc họ Noctuoidea. Nó được tìm thấy ở Altyn-Tagh, Trung Quốc.